# حفصة العمري
حفصة العمري هي فتاة عراقية كانت تبلغ من العمر 22 عاما حينما قتلت في مجزرة الموصل في آذار عام 1959 عقب فشل انقلاب الشواف حينما كانت تدافع عن والدها الذي كان له دور في الانقلاب، حيث دخل الشيوعيون إلى منزلها وقاموا بقتل أبيها فراحت تدافع عنه ولكنهم أطلقوا النار على صدرها فأرديت قتيلة ويقال انهم قطعوا خاتم خطوبتها، وقد علقت وسحلت مثل أبيها على عمود كهرباء. وكان مقتلها في 9 آذار 1959 والموافق 29 شعبان 1378هـ. وتعتبر عند الكثيرين ضحية للصراعات السياسية.

## نصبها التذكاري
كان هناك نصب تذكاري أقيم لحفصة العُمَري في الموصل في التسعينيات والذي كان موجوداً قرب دورة الصديق في باب جديد، وذكر أنّ النصب تمّ عمله من البرونز الخالص في إيطاليا من قبل بلدية الموصل، وقد سُرق خلال أعمال السلب والنهب عند احتلال العراق سنة 2003 ونُقل الى الشمال ومنه الى خارج العراق.

## قصيدة كتبت عنها
كتب الشاعر السوري سليمان العيسى من حلب في 21/4/1959 قصيدة طويلة عنوانها “حفصة العُمَري” قال فيها:
الرصاص المسعور يحصد أهلي … ويغطي بالحشرجات فضائي
وضحى الموصل الجريح انتفاضٌ … يتلوى في قبضة الدخلاءِ
ونداء الشواف، قصفة نسرٍ … عربي مُمزَّقِ الأصداءِ
وبيوتي التي تُغني أهازيجي … وتحيا في نجمتي الخضراءِ
لفها الصمتُ، فهي ترقب عَبْرَ الصمت إطْبَاقَ غارةٍ حمراءِ
قبضت (حفصةُ) الزنادَ وشدّتْ … بيدها طعنةَ الكبرياءِ
لن يمر (التتار) في الدارِ إلا … فوق أوصال جثة سمراءِ
لَتردَّنَ غارة الحقدِ … فالرشاش في كفها سعيرُ إباءِ
لن يدوسوا مأوى طفولتها العذب … وخدر الريحانة العذراءِ
وانثنت (حفصةُ) تهز أباها … سقط النسرُ بعد مُرّ البلاءِ
سقَطَ النسرُ دون مأواه لم يخفضْ جبيناً ولا انحنى لعَيَاءِ
زمجري يا خناجر الحقد حولي … وامطري يا قذائف الجبناءِ
بيدي مصرعي وشدّت على الصدر بقايا رصاصة خرساءِ
وهوت، تحتضن الطفولة والدار … ونعمى ربيعها الوضَّاءِ